# Hesperotingis illinoiensis
Hesperotingis illinoiensis är en insektsart som beskrevs av Drake 1918. Hesperotingis illinoiensis ingår i släktet Hesperotingis och familjen nätskinnbaggar. Inga underarter finns listade i Catalogue of Life.